# Trường Đại học Công nghệ, Đại học Quốc gia Hà Nội
Trường Đại học Công nghệ (tiếng Anh: VNU University of Engineering and Technology – VNU-UET) là một trường đại học thành viên của Đại học Quốc gia Hà Nội, được thành lập vào năm 2004, địa chỉ tại 144 Xuân Thủy, quận Cầu Giấy, Hà Nội, trong khuôn viên Đại học Quốc gia Hà Nội khu vực Cầu Giấy cùng với các trường thành viên như Trường Đại học Ngoại ngữ, Trường Đại học Kinh tế, Trường Đại học Y Dược, Trường Đại học Luật,...

## Lịch sử

### Hình thành
Trường Đại học Công nghệ phát triển từ các khoa truyền thống và danh tiếng của Trường Đại học Tổng hợp Hà Nội:
- Ngày 11 tháng 2 năm 1995, thành lập Khoa Công nghệ Thông tin trực thuộc Trường Đại học Tổng hợp Hà Nội (nay là Đại học Quốc gia Hà Nội).
- Ngày 3 tháng 1 năm 1996, Khoa Công nghệ Điện tử - Viễn thông được thành lập.
- Ngày 18 tháng 10 năm 1999, Giám đốc ĐHQG Hà Nội đã ký quyết định số 1348/TCCB thành lập Khoa Công nghệ trên cơ sở sắp xếp, tổ chức lại Khoa Công nghệ Thông tin và Khoa Công nghệ Điện tử - Viễn thông thuộc Trường Đại học Khoa học Tự nhiên thành hai ngành thuộc Khoa Công nghệ. Cùng với sự ra đời của Khoa Công nghệ, ĐHQGHN đã thành lập Trung tâm Hợp tác Đào tạo và Bồi dưỡng cơ học trực thuộc ĐHQGHN.
- Ngày 25 tháng 5 năm 2004, Thủ tướng Chính phủ đã ký Quyết định số 92/2004/QĐ-TTg thành lập Trường Đại học Công nghệ trên cơ sở Khoa Công nghệ và Trung tâm Hợp tác Đào tạo và Bồi dưỡng Cơ học thuộc Đại học Quốc gia Hà Nội.

### Quá trình phát triển
- Sau khi hình thành, Trường Đại học Công nghệ nhanh chóng ổn định tổ chức, bộ máy với việc tái thành lập Khoa Công nghệ Thông tin và Khoa Điện tử viễn thông.
- Ngày 9 tháng 9 năm 2004, thành lập Khoa Vật lý Kỹ thuật và Công nghệ Nano.
- Ngày 4 tháng 7 năm 2005, thành lập Khoa Cơ học Kỹ thuật và Tự động hóa.
- Ngày 8 tháng 4 năm 2005, thành lập Trung tâm Nghiên cứu Sinh học Phân tử (đến ngày 8 tháng 3 năm 2007 được tổ chức lại thành Bộ môn Công nghệ Nano Sinh học thuộc Khoa Vật lý Kỹ thuật và Công nghệ Nano).
- Ngày 18 tháng 12 năm 2017, thành lập Viện Công nghệ Hàng không Vũ trụ.
- Ngày 8 tháng 1 năm 2018, thành lập Viện Tiên tiến về Kỹ thuật và Công nghệ.
- Ngày 28 tháng 3 năm 2018, thành lập Bộ môn Công nghệ Xây dựng – Giao thông.
- Ngày 18 tháng 12 năm 2018, thành lập Khoa Công nghệ Nông nghiệp.
- Ngày 18 tháng 3 năm 2022, thành lập Viện Trí tuệ nhân tạo (AI).

### Khoa, viện đào tạo trực thuộc (06 khoa, 03 viện)
- Khoa Công nghệ thông tin - Chủ nhiệm khoa: PGS. TS. Lê Sỹ Vinh.
- Khoa Điện tử viễn thông - Chủ nhiệm khoa: TS. Đinh Triều Dương.
- Khoa Vật lý kỹ thuật & Công nghệ Nano - Phó chủ nhiệm phụ trách khoa: TS. Bùi Đình Tú.
- Khoa Cơ học Kỹ thuật & Tự động hóa.
- Khoa Công nghệ Nông nghiệp
- Khoa Công nghệ Xây dựng và Giao thông
- Viện Công nghệ Hàng không Vũ trụ
- Viện Tiên tiến về Kỹ thuật & Công nghệ
- Viện Trí tuệ nhân tạo.

## Chương trình đào tạo

### Đào tạo đại học (17)
- Công nghệ thông tin
- Công nghệ thông tin (định hướng thị trường Nhật Bản)
- Khoa học máy tính
- Hệ thống thông tin
- Mạng máy tính và truyền thông dữ liệu
- Trí tuệ nhân tạo
- Công nghệ kỹ thuật điện tử - viễn thông
- Kỹ thuật máy tính
- Kỹ thuật robot
- Công nghệ kỹ thuật Cơ điện tử
- Kỹ thuật điều khiển và tự động hóa
- Cơ kỹ thuật
- Vật lý kỹ thuật
- Kỹ thuật năng lượng
- Công nghệ kỹ thuật xây dựng
- Thiết kế công nghiệp và đồ hoạ
- Công nghệ hàng không vũ trụ
- Công nghệ nông nghiệp

### Đào tạo sau đại học bậc Thạc sĩ (11)
- Khoa học máy tính
- Hệ thống thông tin
- Kỹ thuật phần mềm
- Mạng máy tính và truyền thông dữ liệu
- An toàn thông tin
- Kỹ thuật điện tử
- Kỹ thuật viễn thông
- Cơ kỹ thuật
- Kỹ thuật cơ điện tử
- Vật liệu và linh kiện nano
- Kỹ thuật xây dựng

### Đào tạo sau đại học bậc Tiến sĩ (09)
- Khoa học máy tính
- Hệ thống thông tin
- Kỹ thuật phần mềm
- Mạng máy tính và truyền thông dữ liệu
- Kỹ thuật điện tử
- Kỹ thuật viễn thông
- Cơ kỹ thuật
- Vật liệu và linh kiện nano
- Kỹ thuật xây dựng

## Hiệu trưởng qua các thời kì
| STT | Giai đoạn   | Hiệu trưởng             | Chức vụ cao nhất                                     |
| --- | ----------- | ----------------------- | ---------------------------------------------------- |
| 1   | 2004 - 2005 | GS. VS Nguyễn Văn Hiệu  | Chủ tịch Viện Hàn lâm Khoa học và Công nghệ Việt Nam |
| 2   | 2005 - 2009 | GS.TS Nguyễn Hữu Đức    | Phó Giám đốc Đại học Quốc gia Hà Nội                 |
| 3   | 2009 - 2014 | PGS.TS Nguyễn Ngọc Bình | Hiệu trưởng Trường Đại học Công nghệ                 |
| 4   | 2014 - 2023 | PGS.TS Nguyễn Việt Hà   | Hiệu trưởng Trường Đại học Công nghệ                 |
| 5   | 2023 - nay  | GS. TS. Chử Đức Trình   |                                                      |